# Walter Boyd
Walter Boyd   (Kingston, 1 de gener de 1972) és un exfutbolista jamaicà de la dècada de 1990.
Fou 66 cops internacional amb la selecció de Jamaica.
Pel que fa a clubs, destacà a Arnett Gardens i Swansea City AFC.